# Conradina etonia
Conradina etonia là một loài thực vật có hoa trong họ Hoa môi. Loài này được Kral & McCartney mô tả khoa học đầu tiên năm 1991.